# Август Шеноа
Август Шеноа (хорв. August Šenoa (Schönoa); 14 листопада 1838, Загреб, Австрійська імперія — 13 грудня 1881, там же, Австро-Угорщина) — хорватський письменник: романіст, критик, редактор, поет і драматург; автор понад 10 романів. Один із найвидатніших представників національної літератури, є автором популярної патріотичної пісні «Živila Hrvatska». Августа Шеноа часто називають «Батьком хорватського роману».

## Біографія
Август Шеноа народився в Загребі у словацько-німецькій родині. Його батьком був німець Алоїс Шеноа (нім. Alois Schönoa), а мати — словачка з Будапешта Терезія Рабач (словац. Terezija Rabacs).

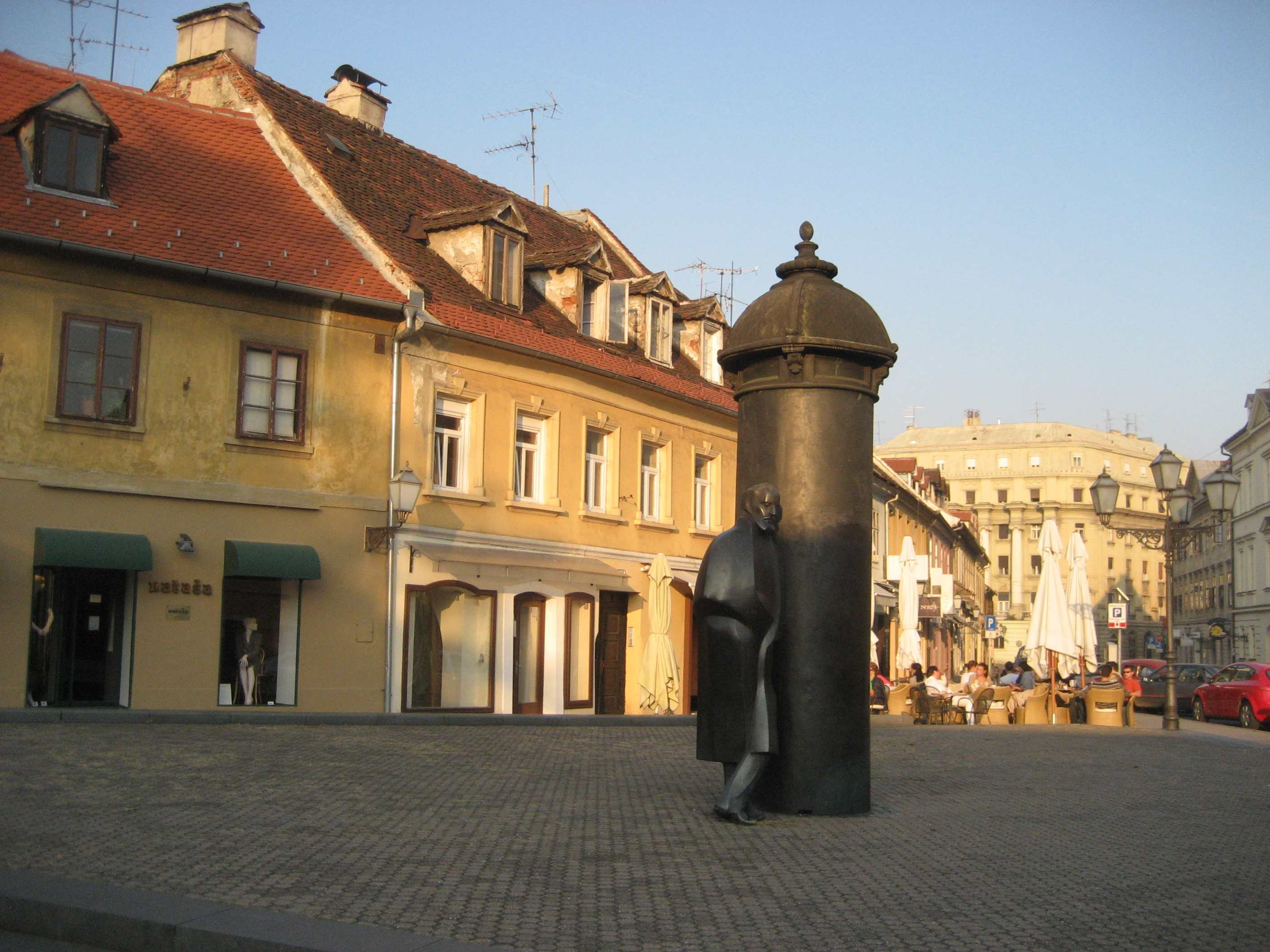
Пам'ятник письменнику у Загребі

У 1857—65 роках Шеноа навчався на юриста у Празі. Деякий час проживав у Відні, потому повернувся до Загреба (1866).
У період із 1874 по 1881 рік був редактором літературного часопису «Вінок» («Vijenac»).
Август Шеноа помер через хворобу, на яку заразився після Загребського землетрусу 1880 року.

## Літературна діяльність
Август Шеноа почав друкуватися з 1861 року. Для його історичних романів характерна повнота викладення матеріалу, об'єктивність у підходах до описуваних подій, документальність оповіді. 
Один з найпопулярніших романів Шеноа — «Селянська буча» присвячений хорватсько-словенському повстанню 1573 року. У цьому творі народ показаний у ролі прогресивної історичної сили.

## Твори
- 1865 — «Наша література» (Naša književnost);
- 1866 — Ljubica;
- 1867 — Zagrebulje;
- 1871 — «Золото золотаря» (Zlatarevo zlato);
- 1873 — Prijan Lovro;
- 1876 — «Начувайся сеньських рук» (Čuvaj se senjske ruke);
- 1877 — «Селянська буча» (Seljačka buna);
- 1878 — Diogenes, Karanfil s pjesnikova groba;
- 1879 — Prosjak Luka;
- 1881 — «Прокляття».